# Fat Princess
Fat Princess är ett nedladdningsbart spel utvecklat av Titan Studios och publicerat av Sony Computer Entertainment. Det släpptes exklusivt till Playstation Network i Europa, Nordamerika och Australien den 30 juli 2009.
Fat Princess är ett multiplayerspel för en till 32 spelare som kretsar kring att hämta Prinsessan, ta henne till lagets bas och skydda henne från det andra laget. Spelets titel syftar på att spelaren kan mata det egna lagets prinsessa med sötsaker, vilket gör henne tyngre och svårare att flytta.